# Wissenschaft zur Zeit Karls des Großen
Karl der Große (747–814) beschäftigte sich näher mit den „Künsten“ der Grammatik und Rhetorik. Unter seiner Herrschaft leitete er die Errichtung von Klosterschulen in die Wege, an denen sich nicht nur die eigenen Mönche, sondern auch Laien und Kleriker fortbilden konnten. Karl etablierte ein allgemeines Schulwesen (für den Klerus) geleitet durch das Reich und ausgeführt durch die Klöster.

## Weitreichende Schriftreform
Um das Wissen der damaligen Zeit gut verbreiten zu können, bedurfte es einer Schriftreform zur Vereinheitlichung und Vereinfachung der Schrift. Anstelle der in nachantiker Zeit in den verschiedenen europäischen Kulturräumen entstandenen unterschiedlichen Buchstabenformen, den Nationalschriften, trat im 8. Jahrhundert eine klare und gut lesbare Schrift, die karolingische Minuskel. Sie breitete sich bis ins 12. Jahrhundert über ganz Europa aus, bis sie mit der Zeit ihren runden, breiten Charakter an eine Tendenz zur Brechung und Längung verlor und zur gotischen Minuskel wurde.
Da Karl ganz persönlich mit der Schreibweise in seinem Zeitalter unzufrieden gewesen sein soll (wie es heißt, sei er nicht im Stande gewesen, die alte Schrift zu erlernen), regte er die Einführung von Satzzeichen an, die das Lesen erleichtern sollten: der Punkt (colon) und das Komma bzw. die virgula. Es gab auch ein Fragezeichen; dieses wurde allerdings erst zu späterer Zeit in die heutige Form gebracht. Das Ausrufezeichen hingegen ist eine Erfindung der Neuzeit. Auch die Zeichenabstände wurden erstmals systematisiert: ein einfacher zwischen Buchstaben, ein zweifacher zwischen Wörtern und ein dreifacher zwischen Sätzen. Der Einzug am Anfang eines Absatzes wurde ebenso zur Regel wie die Verwendung von Kleinbuchstaben (Minuskeln) neben den Versalien (Majuskeln).
Ob nun Karl wirklich in persona der Stifter gewesen sein sollte, ist im Lichte neuerer Forschungen strittig:

„Die karolingische Minuskel entsteht, wie viele andere Minuskeln des 7. und 8. Jahrhunderts auch, genetisch aus der jüngeren römischen Kursive. Wie kann man das prüfen? Die Minuskeln haben einen Problembuchstaben, das cc-a. Dieser Buchstabe führt immer wieder zu Leseschwierigkeiten, etwa wenn die Buchstabenfolge cccritate nur durch den Kontext richtig mit caritate oder acritate aufgelöst werden kann. Wollte man das vermeiden, brauchte man ein anderes a. Die Halbunziale hat ein solches eindeutiges a. In der karolingischen Minuskel hat man eine Lösung durch das unziale a bevorzugt. Ein Majuskel-a also, denn die Unziale ist eine Majuskel, wird dazu benutzt, in der karolingischen Minuskel das Leseproblem zu beseitigen; dieses a setzt sich durch; es ist die Geburt unseres Antiqua-a. Und dadurch gelingt auch die Gegenprobe zu Lowes These: Wäre die Halbunziale Vorbild der karolingischen Minuskel gewesen, man hätte einen Problembuchstaben nicht zuerst aufgenommen, um dann das Problem mit einem neuen Buchstaben wieder beseitigen zu müssen. Die karolingische Minuskel ist also genauso entstanden, wie alle anderen Minuskeln auch: durch fortschreitende Kalligraphierung der jüngeren römischen Kursive. Und sie beginnt als Regionalstil. Spätestens jetzt kann man ahnen, daß eine Entstehung am Hof Karls des Großen unwahrscheinlich geworden ist. Eine Schrift wird nicht - wie man das heute kennt - kreiert, sondern muß sich in einem lebendigen Skriptorium mit Tradition entwickeln.“

## Entscheidende Impulse für die abendländische Geistesgeschichte
Im Zuge der Bestrebung, den Klerus weiter zu schulen und fortzubilden, brach eine Ära der Erneuerung an, die alle Bereiche des sozialen und politischen Lebens erfasste und so auch zu einer, wenn auch zeitlich begrenzten, Vereinheitlichung des fränkischen Großreichs führte. Das erzieherische, wissenschaftliche und kulturelle Bemühen um Bildung war auf das Engste mit der herrscherlichen Sorge für die kirchliche Reform verbunden, ebenso wie die Wiedereinführung der untergegangenen Metropolitanverfassung als Strukturelement der fränkischen Kirche, die Reorganisation der königlichen Güterverwaltung und die ebenfalls lange nachwirkende Festlegung von Maßeinheiten und dem Münzfuß.
Mancher Erfolg blieb aus, trotzdem schufen die Reformanstrengungen der Zeit um 800 eine solide Basis für die abendländische Geistesgeschichte, ein Fundament, in das das kulturelle Erbe vergangener Epochen ebenso wie die intellektuellen Leistungen unterschiedlicher Kulturkreise einflossen. Wie vielfältig die Einflüsse waren, zeigt der Kreis der Gelehrten, die Kaiser Karl um sich zu versammeln wusste und verdeutlicht, wie sehr dieser Kreis und nicht zuletzt Kaiser Karl I. persönlich Anteil an der Verwirklichung des ehrgeizigen Bildungsprojektes hatten.
Die wichtigste Bildungseinrichtung bei Hofe war die Hofkapelle mit ihren Geistlichen. Karl verstärkte dieses Bildungselement, indem er eine Hofbibliothek aufbaute, die Hofschule ausgestalten ließ und dafür bedeutende Gelehrte, darunter Alkuin, anwarb. Hieran zeigt sich besonders, dass Karl selbst die treibende Kraft hinter der Korrektur des Wissens und der Verbesserung der Bildung gewesen ist. An dem hier stattfindenden literarischen und wissenschaftlichen Austausch konnte der ganze Hofstaat lehrend und lernend teilnehmen. Dieser unter Freunden stattfindende Kreis, die Akademie, die sich offenkundig in besonderem Maße als Tafelrunde verwirklichte, bildete eine internationale Gesellschaft, der Angelsachsen, Langobarden, Iren, Westgoten und natürlich Franken angehörten.